# Доње Жешће
Доње Жешће је насељено мјесто у општини Фоча, Федерација Босне и Херцеговине, Босна и Херцеговина.

## Становништво
|             | 2013.       | 1991.        | 1981.        | 1971.        |
| Укупно      | 13 (100,0%) | 194 (100,0%) | 302 (100,0%) | 375 (100,0%) |
| Срби        | 12 (92,31%) | 179 (92,27%) | 269 (89,07%) | 338 (90,13%) |
| Бошњаци     | 1 (7,692%)  | 11 (5,670%)1 | 25 (8,278%)1 | 30 (8,000%)1 |
| Остали      | –           | 3 (1,546%)   | 1 (0,331%)   | –            |
| Југословени | –           | 1 (0,515%)   | –            | –            |
| Црногорци   | –           | –            | 7 (2,318%)   | 7 (1,867%)   |

1. 1 На пописима од 1971. до 1991. Бошњаци су пописивани углавном као Муслимани.